# Superliga de Serbia 2010-11
La Superliga de Serbia, en su temporada 2010-11, fue la 5ª edición del torneo. El campeón fue el club Partizan de Belgrado que consiguió su 23° título en su historia; logró además el doblete al vencer en la final de la copa al Vojvodina Novi Sad.

## Formato de competición
Los doce clubes en la competición se agrupan en un único grupo en que se enfrentan dos veces a sus oponentes en dos ruedas (ida y vuelta), con un total de 30 partidos jugados por club. Al final de la temporada los dos últimos clasificados son relegados a Segunda Liga.
Al final de la temporada, el campeón se clasifica para la segunda ronda previa de la Liga de Campeones 2011-12. Otros tres cupos quedan reservados para la UEFA Europa League 2011-12.

## Posiciones
|  |     | Equipo                   | PJ | PG | PE | PP | GF | GC | DG  | PTS |
|  | --- | ------------------------ | -- | -- | -- | -- | -- | -- | --- | --- |
|  | 1.  | Partizan Belgrado        | 30 | 24 | 4  | 2  | 75 | 21 | +54 | 76  |
|  | 2.  | Estrella Roja Belgrado   | 30 | 22 | 4  | 4  | 52 | 18 | +34 | 70  |
|  | 3.  | Vojvodina Novi Sad       | 30 | 20 | 7  | 3  | 44 | 14 | +30 | 67  |
|  | 4.  | FK Rad Belgrado          | 30 | 14 | 10 | 6  | 38 | 21 | +17 | 52  |
|  | 5.  | Spartak Subotica         | 30 | 11 | 10 | 9  | 34 | 27 | +7  | 43  |
|  | 6.  | Sloboda Užice (A)        | 30 | 12 | 7  | 11 | 34 | 35 | -1  | 43  |
|  | 7.  | OFK Belgrado             | 30 | 12 | 6  | 12 | 27 | 26 | +1  | 42  |
|  | 8.  | Javor Ivanjica           | 30 | 10 | 11 | 9  | 21 | 24 | -3  | 41  |
|  | 9.  | Borac Cacak              | 30 | 8  | 12 | 10 | 22 | 31 | -9  | 36  |
|  | 10. | FK Smederevo             | 30 | 8  | 11 | 11 | 24 | 31 | -7  | 35  |
|  | 11. | BSK Borča                | 30 | 8  | 9  | 13 | 23 | 37 | -14 | 33  |
|  | 12. | FK Jagodina              | 30 | 8  | 8  | 14 | 26 | 33 | -7  | 32  |
|  | 13. | Hajduk Kula              | 30 | 7  | 8  | 15 | 25 | 37 | -12 | 29  |
|  | 14. | Metalac Gornji Milanovac | 30 | 8  | 5  | 17 | 21 | 38 | -17 | 29  |
|  | 15. | FK Indija (A)            | 30 | 7  | 5  | 18 | 29 | 48 | -18 | 26  |
|  | 16. | Čukarički Belgrado       | 30 | 0  | 5  | 25 | 10 | 65 | -55 | 5   |

- (A): ascendido la temporada anterior.

### Máximos Goleadores
| Goles               | Jugador          | Club |
| ------------------- | ---------------- | ---- |
| Ivica Iliev         | FK Partizan      | 13   |
| Andrija Kaluderovic | Estrella Roja    | 13   |
| Aboubakar Oumarou   | FK Vojvodina     | 10   |
| Radosav Petrovic    | FK Partizan      | 9    |
| Prince Tagoe        | FK Partizan      | 9    |
| Stefan Babovic      | FK Partizan      | 8    |
| Cléo                | FK Partizan      | 8    |
| Vladimir Jovančić   | Rad Belgrad      | 8    |
| Vladimir Torbica    | Spartak Subotica | 8    |

Fuente: superliga.rs

## Segunda Liga
En la Segunda División (Prva Liga Srbija) compitieron 18 clubes, dos equipos fueron ascendidos a la Superliga Serbia. cuatro clubes fueron relegados a la Liga Srpska, tercera división del fútbol serbio.
|  |     | Equipo                 | PJ | PG | PE | PP | GF | GC | DG  | PTS |
|  | --- | ---------------------- | -- | -- | -- | -- | -- | -- | --- | --- |
|  | 1.  | BASK Belgrado          | 34 | 24 | 5  | 5  | 54 | 21 | +33 | 77  |
|  | 2.  | Radnicki Kragujevac    | 34 | 22 | 8  | 4  | 61 | 22 | +36 | 74  |
|  | 3.  | FK Novi Pazar          | 34 | 21 | 8  | 5  | 46 | 20 | +26 | 71  |
|  | 4.  | Banat Zrenjanin        | 34 | 15 | 11 | 8  | 41 | 31 | +10 | 56  |
|  | 5.  | Sindelic Niš           | 34 | 15 | 8  | 11 | 41 | 34 | +7  | 53  |
|  | 6.  | Napredak Kruševac      | 34 | 13 | 10 | 11 | 35 | 32 | +3  | 49  |
|  | 7.  | Radnicki Sombor        | 34 | 13 | 10 | 11 | 30 | 29 | +1  | 49  |
|  | 8.  | Proleter Novi Sad      | 34 | 12 | 9  | 13 | 46 | 40 | +6  | 45  |
|  | 9.  | Mladost Lučani         | 34 | 11 | 12 | 11 | 29 | 32 | -3  | 45  |
|  | 10. | Mladi Radnik Požarevac | 34 | 12 | 7  | 15 | 38 | 49 | -11 | 43  |
|  | 11. | FK Novi Sad            | 34 | 11 | 9  | 14 | 37 | 42 | -5  | 42  |
|  | 12. | Bežanija Novi Beograd  | 34 | 11 | 7  | 16 | 26 | 28 | -2  | 40  |
|  | 13. | Teleoptik Zemun        | 34 | 9  | 12 | 13 | 35 | 44 | -9  | 39  |
|  | 14. | SREM Sremska Mitrovica | 34 | 8  | 12 | 14 | 30 | 43 | -13 | 36  |
|  | 15. | Kolubara Lazarevac     | 34 | 9  | 9  | 16 | 33 | 43 | -10 | 33  |
|  | 16. | Zemun Belgrado         | 34 | 8  | 9  | 17 | 34 | 40 | -6  | 33  |
|  | 17. | Big Bull Bačinci       | 34 | 7  | 5  | 22 | 26 | 50 | -24 | 26  |
|  | 18. | Dinamo Vranje          | 34 | 7  | 5  | 22 | 23 | 65 | -42 | 26  |

Ascensos desde tercera liga: FK Mladenovac, FK Donji Srem, Sloga Kraljevo, Radnicki Nis.